# Liste der Einträge im National Register of Historic Places im Pike County (Illinois)

Lage des Pike County in Illinois

Die Liste der Einträge im National Register of Historic Places im Pike County in Illinois führt alle Bauwerke und historischen Stätten im Pike County auf, die in das National Register of Historic Places aufgenommen wurden.

## Legende
| NRHP | Historic Place             |
| HD   | Historic District          |
| NHL  | National Historic Landmark |

## Aktuelle Einträge
| [ 2 ] | Name                           | Bild                          | Eintragsdatum        | Lage | Ort         | Beschreibung                           |
| ----- | ------------------------------ | ----------------------------- | -------------------- | --- | ----------- | -------------------------------------- |
| 1     | Barry Historic District        | Barry Historic District       | 1979 ID-Nr. 79000862 | US 36 39° 41′ 38″ N, 91° 2′ 19″ W | Barry       |                                        |
| 2     | Church of Christ               | Church of Christ              | 2006 ID-Nr. 06000675 | 102 Main Street 39° 47′ 5″ N, 90° 44′ 41″ W                                                                                          | Perry       |                                        |
| 3     | Griggsville Historic District  | Griggsville Historic District | 1979 ID-Nr. 79000863 | Verschiedene Gebäude in der Corey Street, der Stanford Street, der Quincy Street und der Liberty Street 39° 42′ 24″ N, 90° 43′ 28″ W | Griggsville |                                        |
| 4     | Griggsville Landing Lime Kiln  |                               | 1999 ID-Nr. 99000974 | Township Road 490, nördlich von Napoleon Hollow 39° 41′ 24″ N, 90° 38′ 46″ W                                                         | Valley City |                                        |
| 5     | Massie Variety Store           |                               | 2004 ID-Nr. 04000864 | 110 South Main Street 39° 38′ 18″ N, 91° 5′ 45″ W                                                                                    | New Canton  |                                        |
| 6     | Free Frank McWorter Grave Site |                               | 1988 ID-Nr. 87002533 | Abseits der US 36, rund 6,5 km östlich von Barry 39° 41′ 37″ N, 90° 57′ 2″ W                                                         | Barry       |                                        |
| 7     | Naples Mound 8                 | Naples Mound 8                | 1975 ID-Nr. 75000671 | Nördlich der Interstate 72, westlich des Illinois River 39° 41′ 15″ N, 90° 39′ 8″ W                                                  | Griggsville |                                        |
| 8     | New Philadelphia Town Site     | New Philadelphia Town Site    | 2005 ID-Nr. 05000869 | Township Road 156, östlich von Barry 39° 41′ 45″ N, 90° 57′ 35″ W                                                                    | Barry       | Am 16. Januar 2009 als NHL eingetragen |
| 9     | Pittsfield East School         | Pittsfield East School        | 1971 ID-Nr. 71000295 | 400 East Jefferson Street 39° 36′ 36″ N, 90° 48′ 3″ W                                                                                | Pittsfield  |                                        |
| 10    | Pittsfield Historic District   | Pittsfield Historic District  | 1980 ID-Nr. 80001404 | Abgegrenzt durch Washington Court, Sycamore Street, Morrison Street und Griggsville Street 39° 36′ 32,1″ N, 90° 47′ 37,4″ W          | Pittsfield  |                                        |
| 11    | Lyman Scott House              | Lyman Scott House             | 1983 ID-Nr. 83000334 | US 54 39° 32′ 35″ N, 90° 55′ 15″ W                                                                                                   | Summer Hill |                                        |
| 12    | John Shastid House             | John Shastid House            | 2003 ID-Nr. 03000579 | 326 East Jefferson Street 39° 36′ 33″ N, 90° 48′ 6″ W                                                                                | Pittsfield  |                                        |